# Vlag van Oppland

Vlag van Oppland

De vlag van Oppland is op 18 mei 1989 officieel ingesteld als de provincievlag van de Noorse provincie Oppland. De vlag toont een witte lenteanemoon in een groen veld. De kleur groen werd gekozen om bosbouw en landbouw te symboliseren. De ontwerper van de vlag is Arvid Sveen.
De vlag toont hetzelfde beeld als het gemeentewapen.
Op 1 januari 2020 fuseerde de provincie Oppland met Hedmark tot de nieuwe provincie Innlandet waardoor het gebruik hiervan als provincievlag is komen te vervallen.

## Verwante afbeeldingen

Wapen van Oppland